# Goldikova
Goldikova, född 15 mars 2005, död 5 januari 2021, var ett engelskt fullblod, mest känd för att varit den enda hästen som segrat i tre upplagor av Breeders' Cup Mile (2008, 2009, 2010). Hon segrade i 14 grupp 1-löp lopp, med nio segrar över hingstar och valacker, vilket gjorde henne (framför Miesque) till den enda Europatränade hästen som segrat i mer än 10 grupp 1-löp sedan de introducerades på 1970-talet.

## Karriär
Goldikova var ett brunt sto efter Anabaa och under Born Gold (efter Blushing Groom). Hon föddes upp och ägdes av Wertheimer et Frère. Hon tränades under tävlingskarriären av Freddy Head och reds av Olivier Peslier. Goldikova var uppfödd på Irland, baserad i Frankrike, och tävlade i Frankrike, USA och England.
Goldikova tävlade mellan 2007 och 2011, och sprang totalt in 5 201 564 euro på 27 starter, varav 17 segrar, 6 andraplatser och 3 tredjeplatser. Hon tog karriärens största segrar i Breeders' Cup Mile (2008, 2009, 2010). Hon segrade även i Prix Chloé (2008), Prix Rothschild (2008, 2009, 2010, 2011), Prix du Moulin (2008), Falmouth Stakes (2009), Prix Jacques Le Marois (2009), Prix d'Ispahan (2010, 2011), Queen Anne Stakes (2010) och Prix de la Forêt (2010).

### Som avelssto
Goldikova avslutade sin tävlingskarriär efter sin tredje plats i Breeders' Cup Mile (2011). I början av 2012 betäcktes hon av den ledande avelshingsten Galileo på Coolmore Stud på Irland. Söndagen den 3 februari 2013 födde Goldikova sitt första föl, ett hingstföl. Hon betäcktes även med Galileo under säsongen 2013. 
Goldikova dog den 5 januari 2021.